# Gavin Newsom
Gavin Newsom (* 10. října 1967 San Francisco) je americký podnikatel a politik, od ledna 2019 guvernér státu Kalifornie. Je členem Demokratické strany.

## Politická kariéra
Od ledna 2004 do ledna 2011 byl starostou rodného San Francisca, v roce 2010 byl zvolen viceguvernérem Kalifornie. Ve druhém kole guvernérských voleb v roce 2018 získal 61,9 % hlasů, jeho protivníkem byl John Cox z Republikánské strany. Newsom v úřadu nahradil demokrata Jerryho Browna, který byl guvernérem dvě předcházející volební období.

### Odvolací referendum
V jeho prvním roce ve funkci guvernéra proběhlo několik neúspěšných pokusů o jeho odvolání. Během pandemie covidu-19 byl kritizován kvůli zavedeným opatřením a pomalému průběhu očkovací kampaně. V březnu 2021 byla odevzdána petice, jejíž počet platných podpisů (1 626 042) překročil hranici potřebnou k vyvolání odvolacího referenda, které bylo naplánováno na 14 září 2021. Podle kalifornského systému by se v případě, že alespoň polovina hlasujících zvolila možnost odvolat, stal po zbytek jeho volebního období kandidát s nejvyšším počtem hlasů v druhé části referenda. Mezi 46 kandidátů patřili například John Cox, rozhlasový hlasatel Larry Elder nebo Caitlyn Jennerová. Podporu Newsomovi vyjádřili prezident Biden a viceprezidentka Harrisová. Bývalý prezident Donald Trump v televizním interview pro Newsmax TV uvedl, že volby budou pravděpodobně zmanipulované. Agentura AP prohlásila na základě předběžných výsledků odvolací referendum za neúspěšné již hodinu po uzavření volebních místností. Pro odvolání hlasovalo 38 % voličů.
Ve volbách v roce 2022 porazil republikána Briana Dahla s téměř 20% náskokem hlasů. Během kampaně se soustředil na dodatek kalifornské ústavy, který by zaručoval právo na interrupci a na celostátní témata, což vyvolalo spekulace o jeho úmyslu kandidovat v prezidentských volbách v roce 2024, což však vyloučil. Newsom se zavázal, že zůstane guvernérem po celé druhé funkční období. Kalifornie nedovoluje třetí funkční období, v úřadu tedy skončí nejpozději v lednu 2027.